# Cutry, Meurthe-et-Moselle
Cutry là một xã của tỉnh Meurthe-et-Moselle, thuộc vùng Grand Est, đông bắc nước Pháp. Xã này nằm ở khu vực có độ cao trung bình 342 mét trên mực nước biển.